# Diecezja Erie
Diecezja Erie (ang. Diocese of Erie, łac. Dioecesis Eriensis) – diecezja Kościoła rzymskokatolickiego w metropolii Filadelfii w Stanach Zjednoczonych. W przełożeniu na świecki podział administracyjny, obejmuje północno-zachodnią część stanu Pensylwania. Została erygowana 29 lipca 1853 roku.

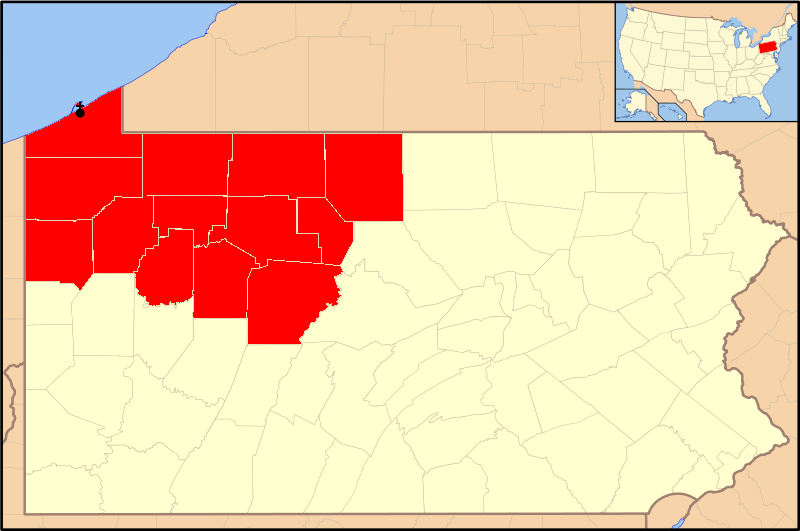
Terytorium diecezji zaznaczone na mapie stanu Pensylwania

## Ordynariusze
- Michael O’Connor SJ (1853–1854)
- Joshua Maria Young (1854–1866)
- Tobias Mullen (1868–1899)
- John Edmund Fitzmaurice (1899–1920)
- John Mark Gannon (1920–1966)
- John Francis Whealon (1966–1968)
- Alfred Michael Watson (1969–1982)
- Michael Joseph Murphy (1982–1990)
- Donald Trautman (1990–2012)
- Lawrence Persico (od 2012)